# Ismail Darbar
Ismail Darbar est un compositeur indien de musique de films. Il occupe le poste de directeur musical dans plusieurs films de Bollywood. Il est originaire de Surate dans le Gujarat.  
Ismail Darbar a travaillé pendant des années en tant que violoniste sous la direction de Laxmikant Pyarelal, Kalyanji Anandji, Bappi Lahiri, Rajesh Roshan, Anand-Milind, Nadeem-Shravan, Jatin-Lalit et même A.R. Rahman. Il occupa pour la première fois le devant de la scène avec le film Hum Dil De Chuke Sanam. Plus tard, il fut particulièrement acclamé pour sa musique tant dans Tera Jadoo Chal Gayaa que dans Devdas (2002). 
En 2005 et 2007, Ismail Darbar a été l’un des quatre juges - aux côtés de Jatin-Lalit, Aadesh Shrivastava et Himesh Reshamiyya - de l’émission musicale indienne Sa Re Ga Ma Pa Challenge diffusée sur Zee TV. Il a également été l’un des trois juges de l’Amul Star Voice of India 2.
Ismail Darbar a sorti un album intitulé Rasiya Saajan qui a été composé et dirigé par S Ramachandran.

## Récompenses
- R.D. Burman Award lors des Filmfare Awards 1999
- National Film Award pour la musique de Hum Dil De Chuke Sanam en 1999

## Musiques de films
- Hum Dil De Chuke Sanam (1999)
- Tera Jadoo Chal Gayaa (2000)
- Deewangee (2002)
- Devdas (2002)
- Shakti: The Power (2002)
- Baaz: A Bird in Danger (2003)
- Kisna - The Warrior Poet (2005)
- Husn (2006)
- Mehbooba (2008)